# Dialta montana
Dialta montana är en fjärilsart som beskrevs av Stshetkin 1981. Dialta montana ingår i släktet Dialta och familjen nattflyn. Inga underarter finns listade i Catalogue of Life.